# Garrett Hardin
Garrett James Hardin (* 21. April 1915; † 14. September 2003) war ein US-amerikanischer Mikrobiologe und Ökologe. Er wurde vor allem durch seine interdisziplinären Studien zur Tragik der Allmende bekannt.

## Leben und Werk
1936 graduierte Hardin in Zoologie (University of Chicago); 1941 erhielt er seinen Doktorgrad in Mikrobiologie von der Stanford University. Ab 1946 forschte er an der University of California, Santa Barbara, wo er von 1963 bis 1978 einen Lehrstuhl in Ökologie innehatte.
Seine – häufig kontroversen – Studien berührten Themen wie Umweltschutz, Überbevölkerung, Abtreibung, Kreationismus und Soziobiologie.
Bekannt wurde er 1968 mit einem Essay für die Zeitschrift Science unter dem Titel The Tragedy of the Commons. Die deutsche Übersetzung wird dabei von der seit dem Mittelalter bekannten Wirtschaftsform Allmende abgeleitet. Die Tragik der Allmende wäre nach Hardin ein unvermeidliches Schicksal der Menschheit, würde man nur nach technologischer Lösung suchen. Um diesem Schicksal zu entgehen, muss man vielmehr seine Perspektive ändern und das Problem nicht mehr nur als einzelne Individuen, sondern auch als eine Gemeinschaft betrachten und angehen. Hardin, der sich selbst in die Tradition des Ökonomen Thomas Robert Malthus stellt, verwendete den Begriff als Metapher für Überbevölkerung und forderte eine globale Geburtenkontrolle. 
Der Umwelthistoriker Joachim Radkau stellte den Begriff und seine Verwendung durch Hardin in einen historischen Kontext. Anstatt wie die Agrarreformer des 18. und 19. Jahrhunderts den althergebrachten bäuerlichen Gemeinbesitz abschaffen zu wollen, nutze Hardin das Bild der Allmende, um harte staatliche Eingriffe auf globaler Ebene einzufordern und, so Radkau wörtlich, „im Grunde eine globale Öko-Diktatur der USA“. In seinem Essay von 1968 hat Hardin jedoch keine ‚Ökodiktatur‘ gefordert. Im Gegenteil zeigt er darin Verständnis für individuelle Interessen und schreibt „Who enjoys taxes? We all grumble about them.“ Nach dem Perspektivenwechsel wird man aber erkennen, dass Steuer oder Tarife für die Aufrechterhaltung der öffentlichen Güter notwendig sind. Zu beachten ist, Hardin schreibt zwar vom „extension in morality“ als Lösungsansatz für die Tragik der Allmende, meint damit aber den Perspektivenwechsel.
1973 wurde Hardin in die American Academy of Arts and Sciences und 1974 in die American Philosophical Society gewählt.
Hardin gehört zu den 52 Mitunterzeichnern des Aufsatzes Mainstream Science on Intelligence, geschrieben von Linda Gottfredson und im Dezember 1994 veröffentlicht vom Wall Street Journal.
Im September 2003 nahm sich Hardin zusammen mit seiner Frau das Leben.

## Kritik an der Tragik der Allmende
In seinem Essay „The Tragedy of the Commons“ (Die Tragödie der Allmende) aus dem Jahr 1968 vertrat Garrett Hardin die Ansicht, dass Individuen, die in ihrem eigenen Interesse handeln, unweigerlich die gemeinsamen Ressourcen übernutzen, was zu einer Verschlechterung der Umwelt führt. Diese Sichtweise wurde von Wissenschaftlern kritisiert, die erfolgreiche Systeme der gemeinschaftlichen Ressourcenverwaltung hervorheben. So hat beispielsweise die Politikwissenschaftlerin Elinor Ostrom in ihren Forschungen gezeigt, dass lokale Gemeinschaften durch kollektives Handeln und etablierte Normen gemeinsame Ressourcen effektiv bewirtschaften können, was Hardins Behauptung einer unvermeidlichen Tragödie widerlegt.
Obwohl die Tragödie der Allmende zeitweise einer der meistzitierten Texte war, provozierte er auch viel Kritik. Kritikpunkte waren unter anderem, dass Hardins Position Konkurrenz und Wettbewerb als menschliche Eigenschaft überbetont. Weiter basiert seine Argumentation auf einer westlichen Vorstellung von Gemeinschaft und Ressourcen, welche keine Allgemeingültigkeit besitzt und nicht auf einen globalen Kontext anwendbar ist. Insgesamt scheint Hardins Artikel eher einen Wechsel der Besitzverhältnissen vorzuschlagen, als eine effektive Lösung eines ökologischen Problems.
Die Kritik gilt nicht bloß Hardins Argumentation, sondern auch seinen offen rassistischen Äußerungen und der politischen Agenda, welche er mit Texten wie der Tragödie der Allmende zu rechtfertigen versuchte. Er sprach sich öffentlich für Geburtenkontrollen in Ländern des globalen Südens, gegen Nahrungsmittelhilfen in unterversorgten Ländern und für eine restriktive Migrationspolitik aus. Das Southern Poverty Law Center bezeichnet seine Schriften als „extremistisch“ und Hardin selbst als „weißen Nationalisten“.

## Veröffentlichungen

### Aufsätze
- The Cybernetics of Competition. A Biologist´s View of Society. In: Perspectives in Biology and Medicine. 7, 1963, S. 58–84.
- The Tragedy of the Commons. In: Science. 162, 1968, S. 1243–1248. (Deutsche Übersetzung in: Michael Lohmann (Hrsg.): Gefährdete Zukunft. München 1970, S. 30–48)
- Population, biology and law. In: Journal of Urban Law. 48, 1971, S. 563–578.
- Lifeboat Ethics: The Case Against Helping the Poor. In: Psychology Today. 8, 1974, S. 38, 40–43, 123–124, 126.
- Living with Faustian Bargain. In: Bulletin of the Atomic Scientists. 32, 1976, S. 25–29.
- Ecology and the death of Providence. In: Zygon. 15, 1980, S. 57–68.
- Discriminating altruisms. In: Zygon. 17, 1982, S. 163–186.
- Is violence natural? In: Zygon. 18, 1983, S. 405–413.
- Human-ecology – the subversive, conservative science. In: American Zoologist. 25, 1985, S. 469–476.
- Cultural carrying-capacity – a biological approach to human problems. In: Bioscience. 36, 1986, S. 599–606.
- The Tragedy of the Unmanaged Commons. In: Trends in Ecology & Evolution. 9, 1994, S. 199–199.
- Extensions of "The Tragedy of the Commons". In: Science. 280, 1998, S. 682–683.

### Bücher
- Nature and Man's Fate. New American Library, 1965, ISBN 0-451-61170-5.
- Exploring new ethics for survival: the voyage of the spaceship Beagle. Viking Press, 1972, ISBN 0-670-30268-6.
- Promethean Ethics: Living With Death, Competition, and Triage. University of Washington Press, 1980, ISBN 0-295-95717-4.
- Naked Emperors: Essays of a Taboo-Stalker. William Kaufmann, 1982, ISBN 0-86576-032-2.
- Filters Against Folly, How to Survive despite Economists, Ecologists, and the Merely Eloquent. Viking Penguin, 1985, ISBN 0-670-80410-X.
- Living Within Limits: Ecology, Economics, and Population Taboos. Oxford University Press, 1993, ISBN 0-19-509385-2.
- The Ostrich Factor: Our Population Myopia. Oxford University Press, 1999, ISBN 0-19-512274-7.